# ماتئو اسکاپینی
ماتئو اسکاپینی (انگلیسی: Matteo Scapini؛ زادهٔ ۲۸ سپتامبر ۱۹۸۳) بازیکن فوتبال اهل ایتالیا است.
از باشگاه‌هایی که در آن بازی کرده‌است می‌توان به باشگاه فوتبال هلاس ورونا، باشگاه فوتبال ویچنزا، باشگاه فوتبال پرو ورچلی، و باشگاه فوتبال اسپال اشاره کرد.